# 刘文萍
刘文萍（1970年2月—），女，汉族，河北魏县人，中华人民共和国政治人物。曾任河北省妇联主席，中共邢台市委副书记。2025年3月任邢台市人民政府代理市长，2025年4月当选为邢台市人民政府市长。第十四届全国政协委员。